# Wapno (gmina)
Wapno – gmina wiejska w województwie wielkopolskim, w powiecie wągrowieckim. W latach 1975–1998 gmina położona była w województwie pilskim.
Siedziba gminy to Wapno.
Według danych z 31 grudnia 2011 gminę zamieszkiwało 3117 osób.
Gmina Wapno przynależy do makroregionu Pojezierza Wielkopolskiego. Obszar gminy położony jest w północno-wschodniej części województwa w odległości około 70 kilometrów od większych ośrodków miejskich jak: Poznań, Bydgoszcz, Piła, przy drodze i linii kolejowej Gniezno-Nakło nad Notecią.

## Struktura powierzchni
Według danych z roku 2011 gmina Wapno ma obszar 44,06 km², w tym:
- użytki rolne: 85%
- użytki leśne: 8%

Gmina stanowi 4,25% powierzchni powiatu.

## Demografia

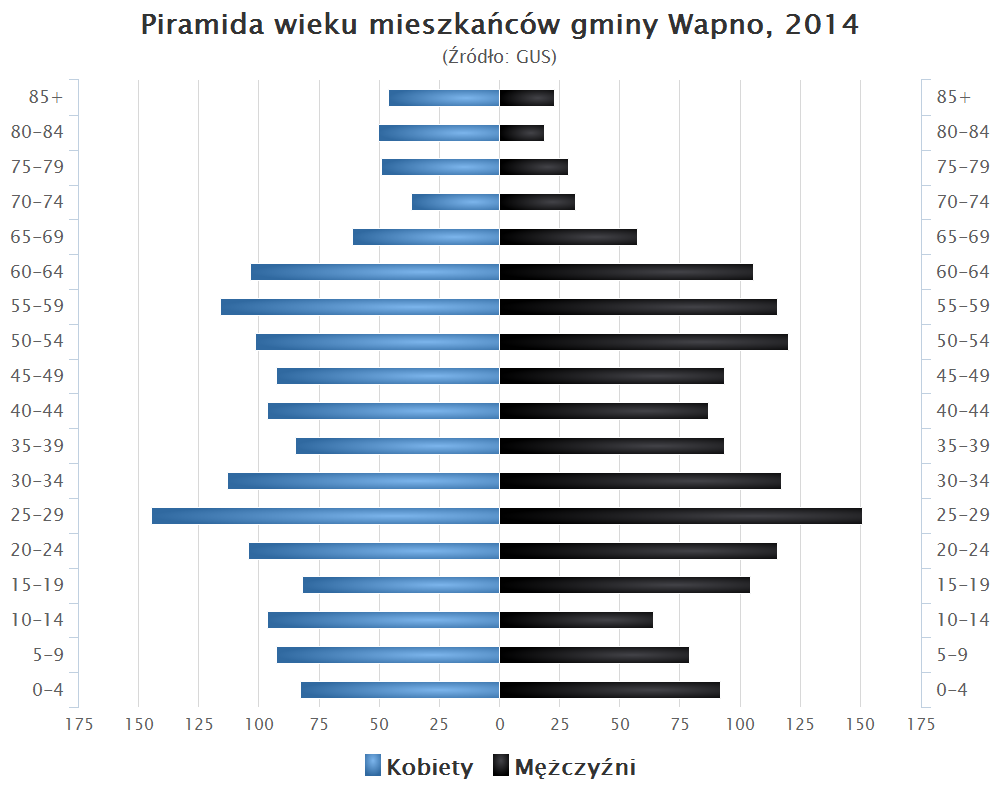
Piramida wieku mieszkańców gminy Wapno w 2014 roku

Dane z 31 grudnia 2011r:
| Opis                              | Ogółem | Ogółem | Kobiety | Kobiety | Mężczyźni | Mężczyźni |
| --------------------------------- | ------ | ------ | ------- | ------- | --------- | --------- |
| jednostka                         | osób   | %      | osób    | %       | osób      | %         |
| populacja                         | 3117   | 100    | 1583    | 50,8    | 1534      | 49,2      |
| gęstość zaludnienia (mieszk./km²) | 70,7   | 70,7   | 35,9    | 35,9    | 34,8      | 34,8      |

## Gospodarka
W strukturze gospodarki gminy dominuje rolnictwo. Gmina Wapno jest w pełni zwodociągowana, i stelefonizowana.
Posiada biologiczno-chemiczną oczyszczalnię ścieków, jest w znacznym stopniu skanalizowana (około 68% gospodarstw domowych)

## Opieka społeczna
Dom Pomocy Społecznej w Srebrnej Górze powstał w 1981 na bazie Ośrodka Szkoleniowo- Wypoczynkowego Urzędu Wojewódzkiego w Pile. Początkowo był to Państwowy Dom Rencistów, a na mocy ustawy o pomocy społecznej z 1990 przekwalifikowany został na Dom Pomocy Społecznej dla osób w podeszłym wieku.

## Projekty
- Budowa sali sportowej przy Zespole Szkół w Wapnie.
- Budowa szatni przy stadionie sportowym wraz ze świetlicą wiejską i zapleczem do organizacji imprez środowiskowych.
- Budowa kanalizacji sanitarnej z przyłączami we wsi Stołężyn i Wapno.
- Wykonanie urządzeń do oczyszczania i odprowadzania wód deszczowych w miejscowości Wapno.
- Zagospodarowanie byłego boiska szkolnego na miejsce wypoczynku, zabawy, integrującego miejscową społeczność w Srebrnej Górze.
- Warsztaty Terapii Zajęciowej miejscem integracji i aktywizacji osób niepełnosprawnych.
- Centrum Kultury Wiejskiej - Ośrodek Integracyjno - Kulturalny wsi Rusiec gm. Wapno - prace remontowo adaptacyjne na obiektach dawnej świetlicy.

## Sołectwa
Aleksandrowo, Graboszewo, Komasin, Podolin, Rusiec, Srebrna Góra, Stołężyn, Wapno Południe, Wapno Północ

## Sąsiednie gminy
Damasławek, Gołańcz, Kcynia, Żnin

## Gminy partnerskie
- Amelinghausen[9]

## Zabytki
Obiekty umieszczone w wojewódzkim rejestrze zabytków
| Aleksandrowo - park dworski, 1920-25 | Srebrna Góra - kościół ewangelicki, obecnie rzym.-kat. par. pw. św.Mikołaja, 1849 - cmentarz (nieczynny), przy kościele - ogrodzenie mur. - cmentarz katolicki, 2 poł. XIX w. - zespół dworski - dwór, 1790-92 - oficyna, 1800 - spichrz, 1800 - brama wjazdowa, 1779 - park, k. XVIII – XIX w. | Stołężyn - park dworski, poł. XIX w. |

## Media lokalne
Wieści Gminne - biuletyn samorządowy ukazuje się od 1998